# Graziano Galoforo
Graziano Galoforo (Gaeta, 8 gennaio 1957) è un doppiatore, direttore del doppiaggio e dialoghista italiano.

## Doppiaggio

### Film
- Steve Barnes in No Witness
- Dana Snyder in I Thunderman - Il ritorno

### Soap opera e Telenovelas
- Guilherme Fontes in Donne di sabbia
- Ausencio Cruz in Gli anni felici
- Dana Snyder in I Thunderman

### Cartoni animati
- Denver in Ti voglio bene Denver
- Blunk in W.I.T.C.H.
- Ludwig in Pearlie
- Razzle in Gormiti - Il ritorno dei Signori della Natura
- Giancanino in Ughetto - Cane perfetto
- Nightcap in Flint a spasso nel tempo
- Thin in Simba: è nato un re
- Orbital e Girag in Yu-Gi-Oh! Zexal
- Ai e Gore in Yu-Gi-Oh! VRAINS
- Dagan ne Le nuove avventure di Peter Pan
- Akira Toriyama in Dr. Slump[1] (2º doppiaggio serie 1980/86)
- Guttman Kubrick in Fairy Tail
- Mister Popo in Dragon Ball Super
- Krunk in Il laboratorio di Dexter
- Mustard e Moonfish in My Hero Academia

### Videogiochi
- Jersey in Dangerous Heaven: La leggenda dell'Arca[2]
- Razzle in Gormiti: Gli eroi della natura[3]